# Georg Peter Monath
Georg Peter Monath (* 17. Februar 1715 in Nürnberg; † 1788) war ein deutscher Buchhändler und Verleger in Nürnberg.

## Leben
Georg Peter Monath, der Sohn des Nürnberger Buchhändlers Peter Conrad Monath, besuchte als Kind die Spitalerschule. Als Heranwachsender bekam er Hausunterricht bei einem Theologen und erhielt daneben die Ausbildung in den „galanten Künsten“ Reiten, Fechten und Tanzen (überliefert ist, dass er drei Tanzlehrer hatte), Französisch, Geometrie, Zeichnen und Musik (Violine). Gleichzeitig bereitete ihn sein Vater durch gemeinsame Besuche der Messen Frankfurts und Leipzigs früh auf die Geschäftsführung vor.
Monath heiratete die Tochter des Nürnberger Kupferstechers Johann Georg Ebersberger (1695–1760), deren Erbe damit an seine Familie fiel. Mit dem Erbe wurde er Mitbesitzer der Homannischen Offizin. Das väterliche Geschäft in Nürnberg übernahm er 1739. Nach dessen Tod wurde er alleiniger Geschäftsführer, während er die Leitung der 1726 gegründeten Wiener Geschäftsniederlassung seinen Geschwistern überließ.
Die Geschäftsführung des Nürnberger Unternehmens ging mit seinem Tod auf Friedrich Albrecht Monath über.

## Veröffentlichungen
- 1787: Georg Heinrich Seiferheld: Sammlung Electrischer Spielwerke für junge Electriker., Erste Lieferung., Nürnberg und Altdorf 1787[1]